# Япония на летних Олимпийских играх 1976
На Летних Олимпийских играх 1976 года Япония была представлена 213 спортсменами (153 мужчины, 60 женщин), выступавшими в 20 видах спорта. Они завоевали 9 золотых, 6 серебряных и 10 бронзовых медали, что вывело команду на 5-е место в неофициальном командном зачёте.

## Медалисты
| Медаль  | Спортсмен                                                                            | Вид спорта            | Дисциплина                    |
| ------- | ------------------------------------------------------------------------------------ | --------------------- | ----------------------------- |
| Золото  | Савао Като Мицуо Цукахара Хироси Кадзияма Эйдзо Кэммоцу Хисато Игараси Сюн Фудзимото | Спортивная гимнастика | Мужчины, командное первенство |
| Золото  | Савао Като                                                                           | Спортивная гимнастика | Мужчины, брусья               |
| Золото  | Мицуо Цукахара                                                                       | Спортивная гимнастика | Мужчины, турник               |
| Золото  | Сборная                                                                              | Волейбол              | Женщины                       |
| Золото  | Юдзи Такада                                                                          | Вольная борьба        | Мужчины, до 52 кг             |
| Золото  | Дзиитиро Датэ                                                                        | Вольная борьба        | Мужчины, до 74 кг             |
| Золото  | Исаму Сонода                                                                         | Дзюдо                 | Мужчины, до 80 кг             |
| Золото  | Кадзухиро Ниномия                                                                    | Дзюдо                 | Мужчины, до 93 кг             |
| Золото  | Харуки Уэмура                                                                        | Дзюдо                 | Мужчины, абсолютная категория |
| Серебро | Савао Като                                                                           | Спортивная гимнастика | Мужчины, личное первенство    |
| Серебро | Мицуо Цукахара                                                                       | Спортивная гимнастика | Мужчины, опорный прыжок       |
| Серебро | Эйдзо Кэммоцу                                                                        | Спортивная гимнастика | Мужчины, турник               |
| Серебро | Эйдзо Кэммоцу                                                                        | Спортивная гимнастика | Мужчины, упражнения на коне   |
| Серебро | Кодзи Курамото                                                                       | Дзюдо                 | Мужчины, до 70 кг             |
| Серебро | Хироси Митинага                                                                      | Стрельба из лука      | Мужчины                       |
| Бронза  | Мицуо Цукахара                                                                       | Спортивная гимнастика | Мужчины, личное первенство    |
| Бронза  | Хироси Кадзияма                                                                      | Спортивная гимнастика | Мужчины, опорный прыжок       |
| Бронза  | Мицуо Цукахара                                                                       | Спортивная гимнастика | Мужчины, брусья               |
| Бронза  | Коитиро Хираяма                                                                      | Греко-римская борьба  | Мужчины, до 52 кг             |
| Бронза  | Акира Кудо                                                                           | Вольная борьба        | Мужчины, до 48 кг             |
| Бронза  | Масао Араи                                                                           | Вольная борьба        | Мужчины, до 57 кг             |
| Бронза  | Ясабуро Сугавара                                                                     | Вольная борьба        | Мужчины, до 68 кг             |
| Бронза  | Сумио Эндо                                                                           | Дзюдо                 | Мужчины, свыше 93 кг          |
| Бронза  | Кэнкити Андо                                                                         | Тяжёлая атлетика      | Мужчины, до 56 кг             |
| Бронза  | Кадзумаса Хираи                                                                      | Тяжёлая атлетика      | Мужчины, до 60 кг             |